# Prosopocera decrocki
Prosopocera decrocki är en skalbaggsart som beskrevs av Teocchi och Ture 2008. Prosopocera decrocki ingår i släktet Prosopocera och familjen långhorningar. Inga underarter finns listade i Catalogue of Life.